# Музей искусств округа Лос-Анджелес
Музе́й иску́сств о́круга Лос-А́нджелес (англ. Los Angeles County Museum of Art, сокр. LACMA) — художественный музей в США, расположенный в Лос-Анджелесе, Калифорния.
Крупнейший художественный музей в западной части Соединенных Штатов, который ежегодно посещают более миллиона человек. Входит в сотню самых посещаемых художественных музеев мира. Содержит более 150 000 работ, охватывающих историю искусства от древнейших времён до современности.

## История
До 1961 года Музей искусств округа Лос-Анджелес был частью Лос-Анджелесского музея естественной истории, основанного в 1910 году в Exposition Park рядом с Университетом Южной Калифорнии.
Первыми покровителями отпочковавшегося музея были Howard F. Ahmanson, Anna Bing Arnold и Bart Lytton. Амансон сделал пожертвование в размере $2 млн, убедив специальную комиссию в создании нового музея. В 1965 году музей переехал в здание на бульваре Уилшир, став крупнейшим музеем после Национальной галереи искусств. Комплекс зданий музея был построен в стиле, подобном Линкольн-центру и Лос-анджелесскому музыкальному центру (англ. Los Angeles Music Center), и состоял из трех зданий — Ahmanson Building, Bing Center и Lytton Gallery (переименован в 1968 году в Frances and Armand Hammer Building).
В 1980-х годах музей щедро финансировался за счет пожертвований — $209 миллионов частных вложений было привлечено во время нахождения на посту директора Эрла Пауэлла (англ. Earl Powell). До настоящего времени в музее создавались новые павильоны, облагораживалась прилегающая к нему территория и создавалась современная инфраструктура.

## Деятельность
Среди отделов музея имеются: современного искусства, американского и латиноамериканского искусства, азиатского и исламского искусства, а также греческого, римского и этрусского искусств. Имеется раздел декоративно-прикладного искусства и дизайна, фотографии и фильмов. В нём проводятся арт-инсталляции и выставки.
Директора музея:
- 1961−1966 — Richard F. Brown;
- 1966−1979 — Kenneth Donahue;
- 1980−1992 — Earl A. Powell[англ.];
- 1992−1993 — Michael E. Shapiro;
- 1993−1995 — Ronald B. Bratton;
- 1996−1999 — Graham W. J. Beal[англ.];
- 1999−2005 — Andrea L. Rich;
- с 2006 года — Michael Govan[англ.].

Посещаемость музея постоянно растёт. В 2010 году его посетило 914 356 человек. В 2011 году была превышена планка в один миллион, и его посетило около 1 200 000 человек.